# 建设镇 (大田县)
建设镇，是中华人民共和国福建省三明市大田县下辖的一个乡镇级行政单位。

## 行政区划
建设镇下辖以下地区：
建爱村、建忠村、建设村、建强村、建民村、建丰村、建乐村、建国村、和平村、元山村、大同村和香浮村。